# 紫駅

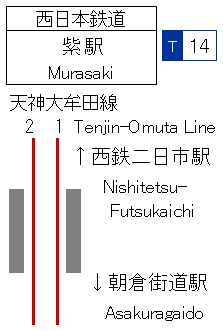
配線図

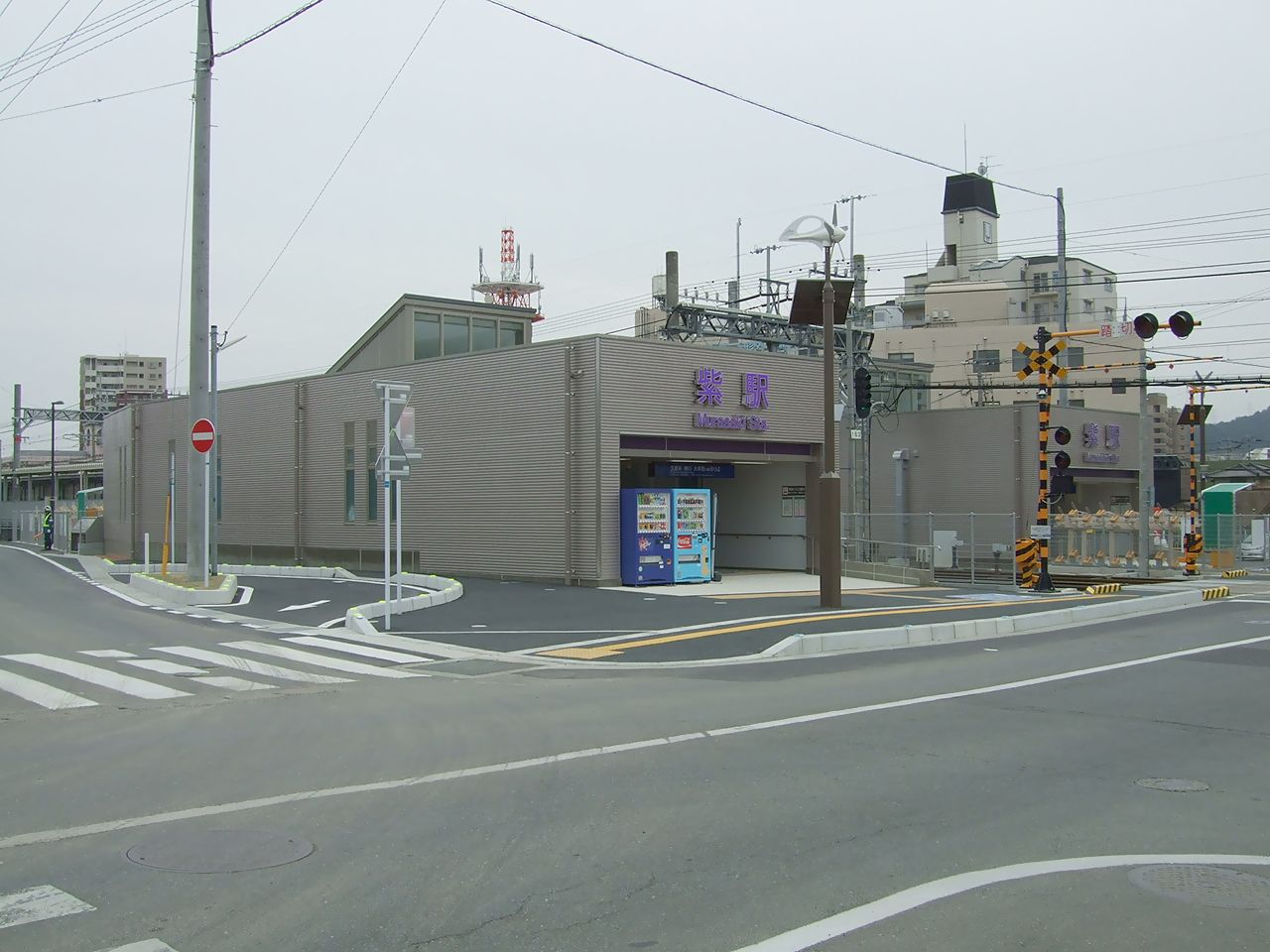
東口駅舎（2010年3月）

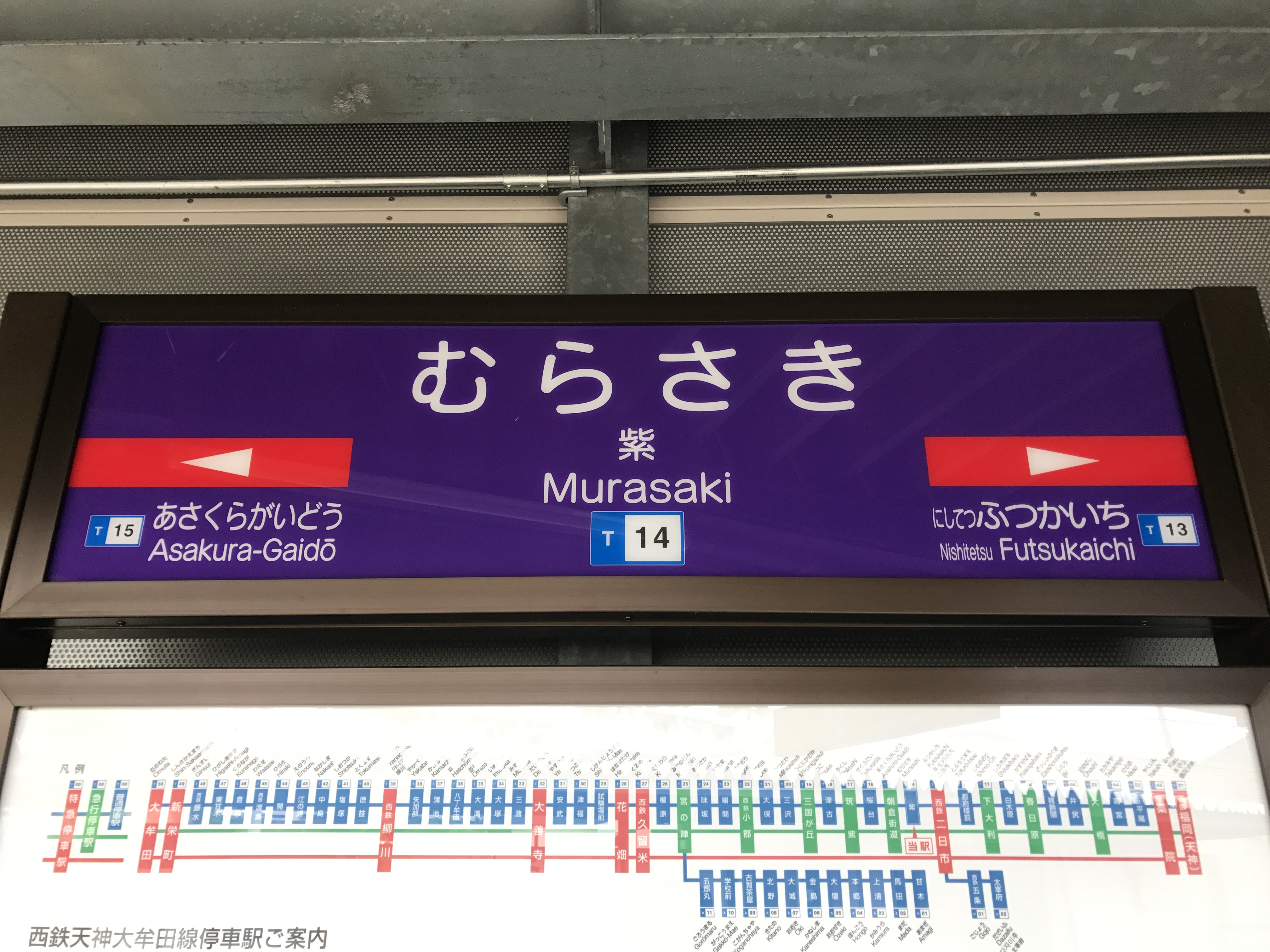
紫色バージョンの駅名標
※画像は大橋駅特急停車駅昇格前の物

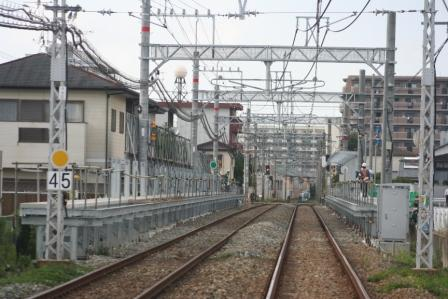
建設途中のホーム
（2009年10月）

紫駅（むらさきえき）は、福岡県筑紫野市紫二丁目にある西日本鉄道（西鉄）天神大牟田線の駅である。駅番号はT14。普通停車駅。
2010年3月27日に開業し、天神大牟田線の中では2024年3月16日に開業した桜並木駅に次いで2番目に新しい駅である。

## 歴史
以下、特記がない限り、西日本鉄道公式ウェブサイトのニュースリリース内での発表。
- 2007年（平成19年）
  - 6月1日：新駅を2008年春に開業予定である旨を発表[3]。計画当初の駅名は「二日市南駅」であった。
  - 10月23日：用地買収の遅れにより、着工の目途が立たないことによる開業延期の旨が発表される[4]。
- 2009年（平成21年）2月24日：正式な駅名、および同年3月から工事に着手することが発表される[5]。
- 2010年（平成22年）3月27日：開業。
- 2017年（平成29年）2月1日：駅ナンバリングを導入[6]。
- 2024年（令和6年）10月1日：駅集中管理システム試験運用開始[7]。
- 2025年（令和7年）4月1日：駅集中管理システムの本格的な運用を開始（予定）[8]。

## 駅構造
相対式ホーム2面2線を有する地上駅。駅舎はホームごとに別々の東口と西口を設ける双胴駅であり、これは同じく天神大牟田線にある井尻駅とよく似た構造だが、当駅のホームには跨線橋などがなく、改札口に入場した後のホーム相互間の移動が不可能となっている。これに配慮して、それぞれの改札前に存在する運賃表や自動券売機で、反対方向の切符を買わせないような配慮がとられている（逆方向の運賃を改札口に掲載しない、福岡駅までの運賃が340円の為、上り（福岡方面）の駅舎では340円以上の切符は購入できない等）。
開業当初よりnimocaが利用可能であり、それに対応した自動改札機が設置されている。
改札 - ホーム間は段差のないバリアフリー構造となっている他、車椅子対応トイレが設置されている。また、ホームには冷暖房完備の待合室が設置されている。
下りホームの大牟田よりは道路が隣接しているため、幅が非常に狭い。
通常西鉄の駅舎に掲げられる駅名標示は青色のものが大半だが、当駅の駅舎入口上にある駅名標示は紫色で書かれており、その下の部分には紫色のラインが施されている。
ホーム有効長は7両分ある。
| ホーム | 路線          | 方向 | 行先                     | 備考 |
| ------ | ------------- | ---- | ------------------------ | ---- |
| 1      | ■天神大牟田線 | 下り | 久留米・柳川・大牟田方面 |      |
| 2      | ■天神大牟田線 | 上り | 二日市・福岡（天神）方面 |      |

## 利用状況
2024年度の1日平均乗降人員は6,793人である。各年度の利用者数は下表のとおり。九州産業高校へ通学するために利用する人が多い。
| 年度               | 乗車人員 | 乗降人員 | 乗降客数 増加率 （前年比） |
| ------------------ | -------- | -------- | -------------------------- |
| 2009年（平成21年） | 600      | 1,233    |                            |
| 2010年（平成22年） | 2,162    | 4,168    | 238.0%                     |
| 2011年（平成23年） | 2,536    | 4,923    | 18.1%                      |
| 2012年（平成24年） | 2,770    | 5,404    | 9.8%                       |
| 2013年（平成25年） | 2,888    | 5,582    | 3.3%                       |
| 2014年（平成26年） | 2,888    | 5,576    | −0.1%                      |
| 2015年（平成27年） | 3,049    | 5,913    | 6.0%                       |
| 2016年（平成28年） | 3,112    | 5,977    | 1.1%                       |
| 2017年（平成29年） | 3,047    | 5,843    | −2.2%                      |
| 2018年（平成29年） | 3,156    | 6,056    | 3.6%                       |
| 2019年（令和元年） | 3,134    | 6,012    | −0.7%                      |
| 2020年（令和02年） |          | 5,329    | −11.3%                     |
| 2021年（令和03年） |          | 5,642    | 5.9%                       |
| 2022年（令和04年） |          | 6,072    | 7.6%                       |
| 2023年（令和05年） |          | 6,433    | 5.9%                       |
| 2024年（令和06年） |          | 6,793    | 5.6%                       |

## 駅周辺
当駅は天神大牟田線を横切る県道65号線の踏切の南側にある。
- 二日市駅（JR鹿児島本線） - 西へ約500ｍ[注釈 1]
- 筑紫野市立二日市中学校
- 九州産業大学付属九州産業高等学校 - 東へ200m
- 二日市整形外科

### バス路線
駅前の県道65号線沿いに「紫駅」バス停があり、西鉄バス二日市原支社によって運行されている。（路線は2019年4月1日現在）
- 吉木、葉光が丘、原営業所、太宰府方面（■ 1-1系統）
- 原営業所、太宰府方面（■ 1-2系統）
- JR二日市駅・西鉄二日市駅方面（■ 1-1系統・1-2系統）

## ももいろクローバーZとのコラボレーション

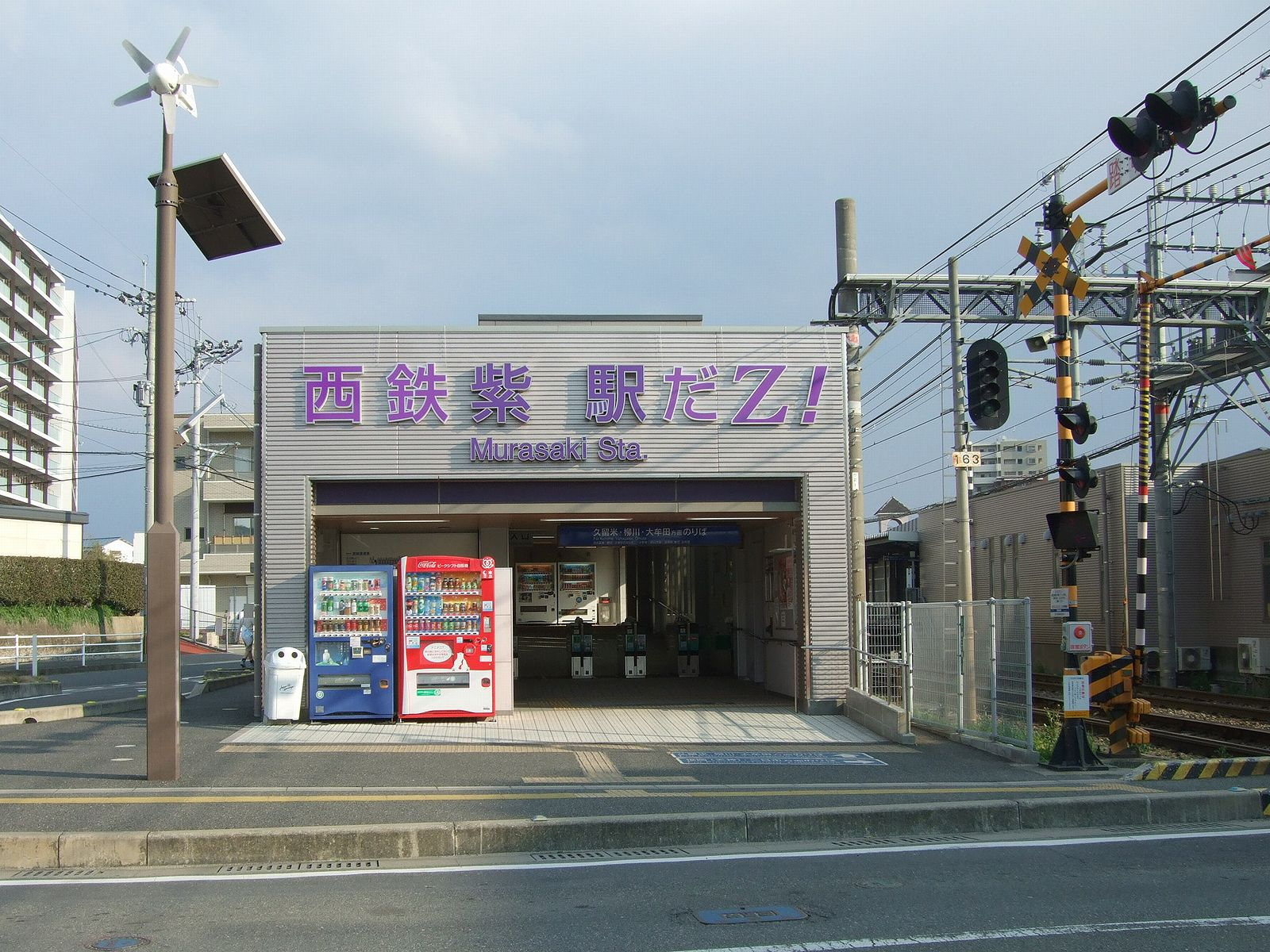
「西鉄紫駅だZ!」となった駅名表示
（2016年3月27日）

2015年10月31日に、近隣の大宰府政庁跡でももいろクローバーZのライブ「男祭り2015 in 太宰府」が開催されるのに合わせて、メンバーの高城れにのイメージカラーが紫であることから、上り方面駅舎の駅名表示を、「西鉄紫駅だZ!」という「ももクロ仕様」にした
（10月30日の午後4時ごろから31日の終電までの限定）。
西鉄側は、同年4月に福岡ドームで開催されたライブの際に紫駅がファンの間で話題となったことを知り、「全国から来るももクロファンのために、西鉄として何かできないかと思いました」と、この催しを実施した理由を説明している。実際にファンが記念撮影に集まっただけでなく、高城れに本人も当日朝に紫駅を訪れ、その場にいたファンと交流を行った。
2016年3月26日と27日の福岡でのライブに際して、再び期間限定で「ももクロ仕様」となった。

## 隣の駅
西日本鉄道
■天神大牟田線
■特急・■急行
通過
■普通
西鉄二日市駅（T13） - 紫駅（T14） - 朝倉街道駅（T15）